# Wilhelm Rupp
Wilhelm Rupp, též Wilhelm Johann Adam Rupp (1821 Augsburg – 9. srpna 1893 Mnichov) byl německý fotograf a editor, jeden z průkopníků fotografie, činný v Praze, Vídni, Mnichově a Hamburku.

## Životopis

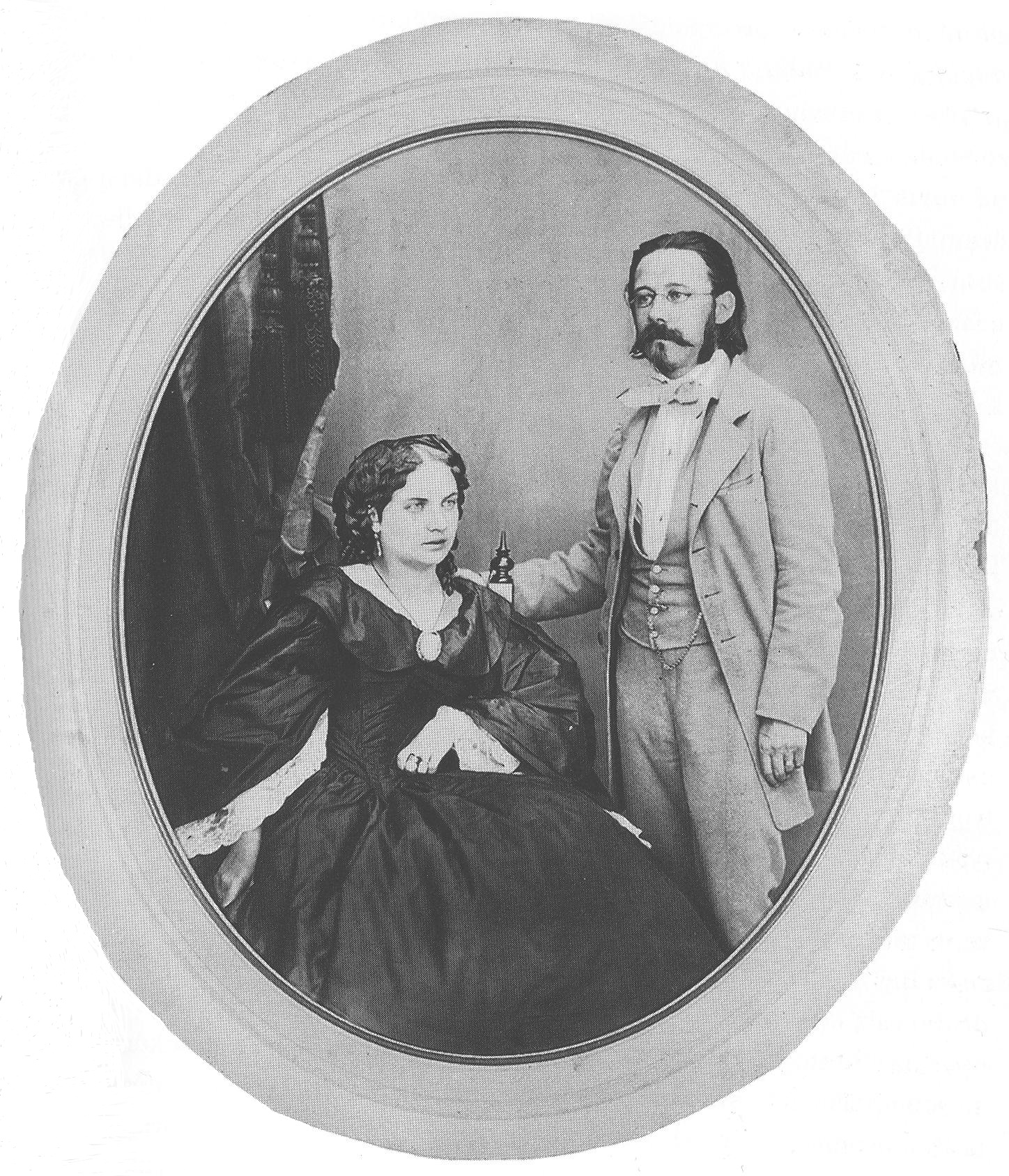
Wilhelm Rupp: Fotografie Bedřicha Smetany a jeho druhé manželky Bettiny z roku 1860

Narodil se v bavorském Augsburgu. Praxi údajně získával u Carla Reutlingera, jednoho z prvních portrétních fotografů v Paříži. Dne 30. července 1857 napsal pražský týdeník Lumír, že "V tuty dny otevřel si fyzikus Ruppe s malířem miniatur Josefem Bekelem v Schönbergově domě v Praze na (dnešním Smetanově) nábřeží čp. 334/II fotografický ateliér". Firma se v adresářích z následujících let jmenovala Rupp Wilhelm & Bekel. Josef Bekel roku 1859 z firmy odstoupil a odjel z Prahy. Rupp se zde usadil a založil rodinu, 28. března 1860 získal městské právo a jeho firma portrétních vizitek získala věhlas nejlepšího portrétního ateliéru v Praze. V roce 1860 si otevřel nový ateliér v Panské ulici v domě knížete Auersperka (budova byla na konci 19. století zbořena a na jejím místě stojí hotel Palace). Kromě toho fotografoval scenérie z Prahy, jako první například zdokumentoval Radeckého pomník na Malostranském náměstí. Naučil se rovněž techniku fototisku na porcelán a keramiku, také vedl vlastní tiskárnu a vydavatelství. Roku 1865 vydal knihu Die kleinen Leiden eines Photographen - Aus Humphrey's Journal of Photography.
Získal titul C. k. rakouského dvorního fotografa a fotografa vévody Sachsen-Coburggotského. V roce 1858 pořídil velké panorama Pražského hradu z oken ateliéru na nábřeží. V roce 1865 fotografoval Malou Stranu.
Mezi léty 1866–1875 jako císařský a dvorní fotograf hodně a rád cestoval, pobýval především ve Vídni, ale také v Mnichově či Hamburku, kde mu počátkem roku 1871 zemřela první manželka Marta, rozená Hiecke. Podruhé se oženil s Amálií Karlou Emilií Trede (*1842), Němkou z Holštýnska. Jejich čtyři synové se narodili v letech 1857–1865 a v Praze začali svou kariéru. Odešli teprve kolem roku 1881 do Hamburku: Prvorozený Wilhelm Herrmann (*1857) se vyučil v Praze sladovníkem, později z monarchie utekl před vojnou, prohlásil se chemigrafem a dělal fotografa v Hesensku; Karel Justin (*1863) se v Hamburku nalodil jako námořník, Arnold Kristián (*1870) se narodil v Hamburku a po cestování Evropou se stal strojníkem, nejmladší Max Matyáš (*1872) se narodil ve Vídni, ale v Praze se usadil a oženil. Ze dvou dcer jedna zůstala v Praze a druhá se odstěhovala do Mnichova.
Od roku 1881 Rupp žil a dožil v Mnichově.
Jeho archiv negativů pravděpodobně převzal a dále využíval František Fridrich.